# Радужная оболочка

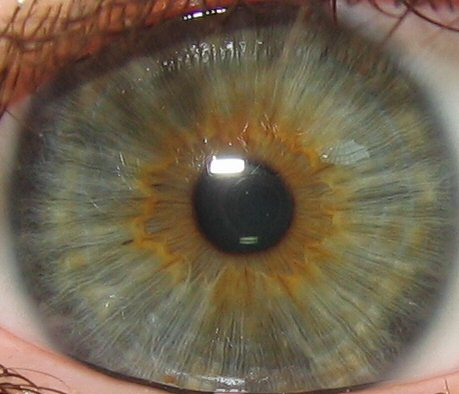
Радужная оболочка глаза человека

Ра́дужная оболо́чка гла́за, радужка (лат. iris, из др.-греч. ἶρις «радуга») — передняя часть сосудистой оболочки глаза позвоночных животных, находящаяся за прозрачной роговицей и образующая тонкую, как правило подвижную, светонепроницаемую диафрагму с центральным зрачком.
Радужная оболочка большинства рыб не содержит мышц и не способна менять диаметр зрачка. Аналогичная структура глаза головоногих моллюсков называется радужина.

## Строение

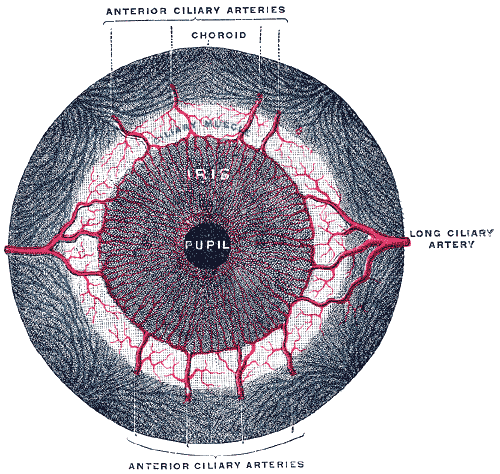
Кровоснабжение радужной оболочки

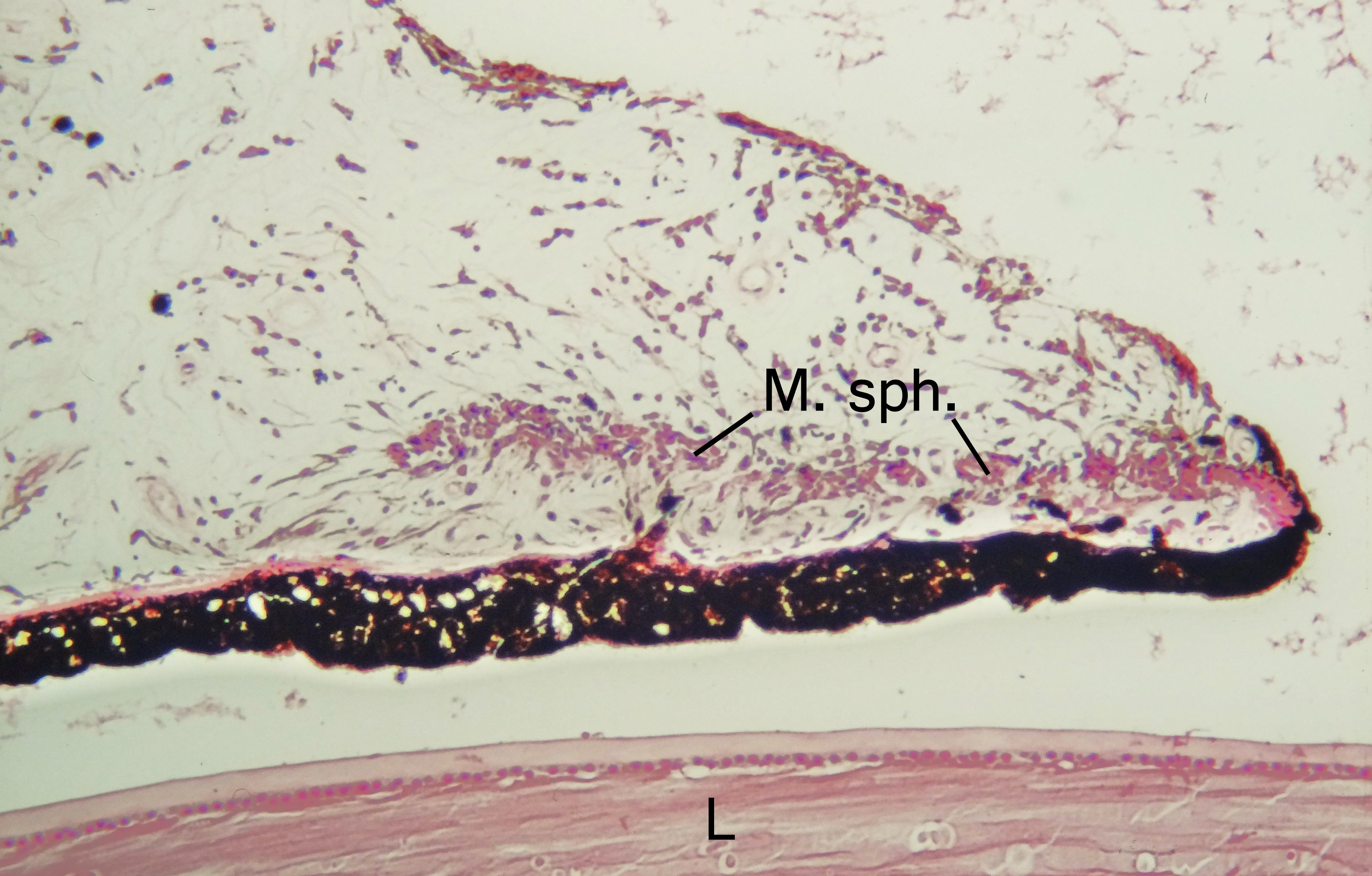
Гистологический препарат поперечного среза зрачкового края радужной оболочки при световой микроскопии. M. sph. — волокна мышцы суживающей зрачок, L — передняя поверхность хрусталика и часть его капсулы, тёмная прослойка на тыльной стороне радужки — пигментный эпителий

## Цвет

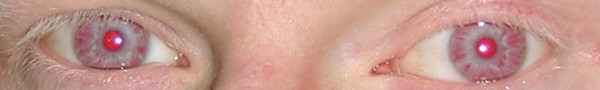
Цвет радужных оболочек при альбинизме, красный цвет зрачка — цвет сосудистой оболочки глазного дна в отражённом свете фотовспышки

У людей цвет может принимать различные значения, но они определяются четырьмя факторами.
| Цвет       | Причина                                                                                          |
| ---------- | ------------------------------------------------------------------------------------------------ |
| Синий      | Кровеносные сосуды радужной оболочки имеют светлый оттенок вследствие малого количества меланина |
| Голубой    | Кровеносные сосуды радужной оболочки имеют светлый оттенок вследствие малого количества меланина |
| Серый      | Кровеносные сосуды радужной оболочки имеют светлый оттенок вследствие малого количества меланина |
| Коричневый | При содержании большого количества меланина в радужной оболочке                                  |
| Чёрный     | При содержании большого количества меланина в радужной оболочке                                  |
| Жёлтый     | Отдельные вещества, зачастую связанные с болезнями печени                                        |
| Красный    | Цвет крови — только в случае альбинизма у животных                                               |

В результате соотношения этих факторов получается определённый цвет. Например, зелёный — это смесь синего и коричневого, болотный — зелёного и коричневого. Чисто жёлтых глаз у людей не бывает, но если кровеносные сосуды радужной оболочки очень бледного цвета, то в результате может получиться жёлто-зелёный цвет, что бывает редко. В единичных случаях бывает такое, что кровеносные сосуды бесцветны, но человек при этом не является альбиносом, и в радужной оболочке содержится меланин — тогда глаза будут коричневые с красно-медным блеском. Серый цвет глаз — разновидность синего, связан с большей плотностью стромы. Чёрный — при большой концентрации меланина.

Радужные оболочки глаз различных людей
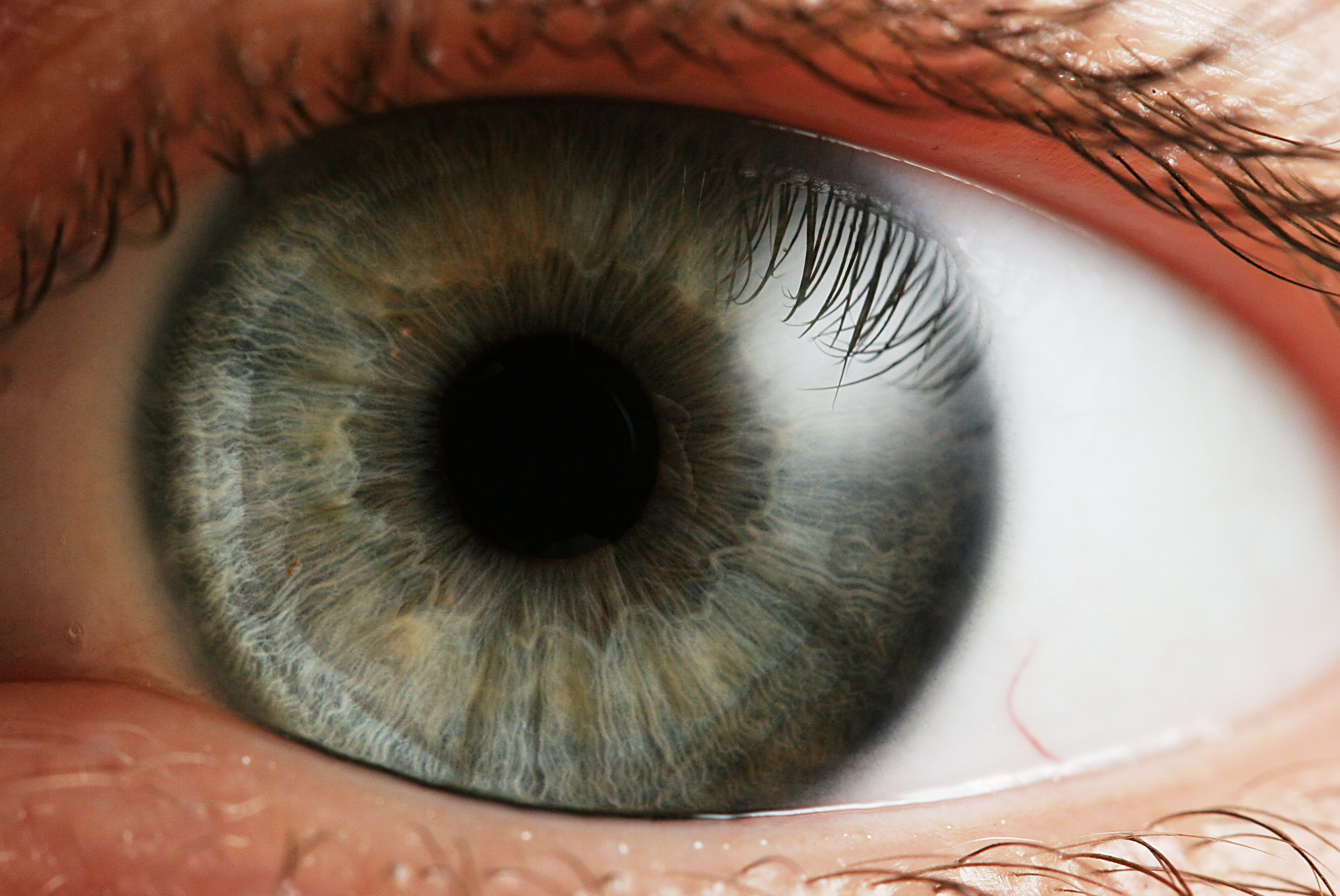
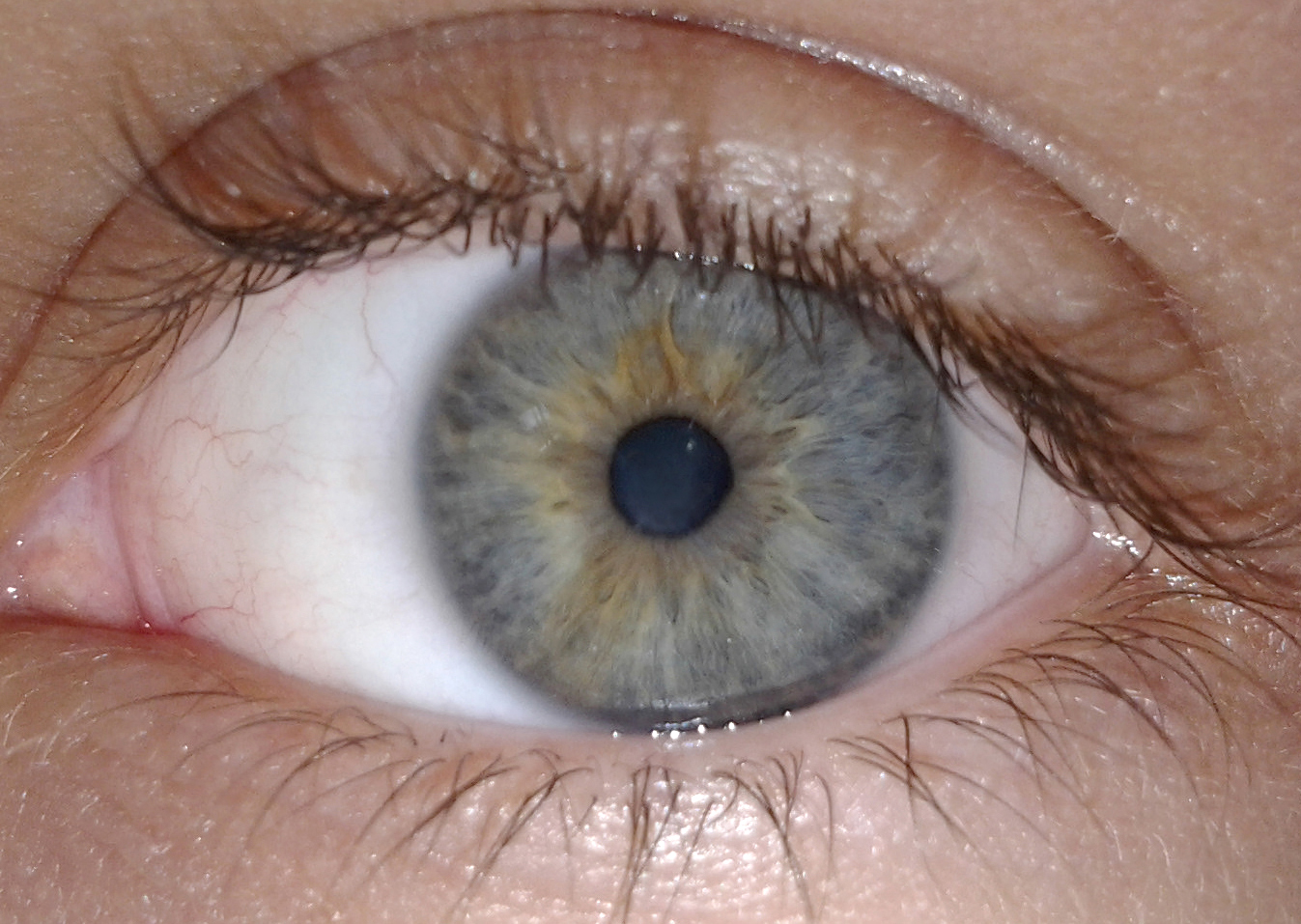
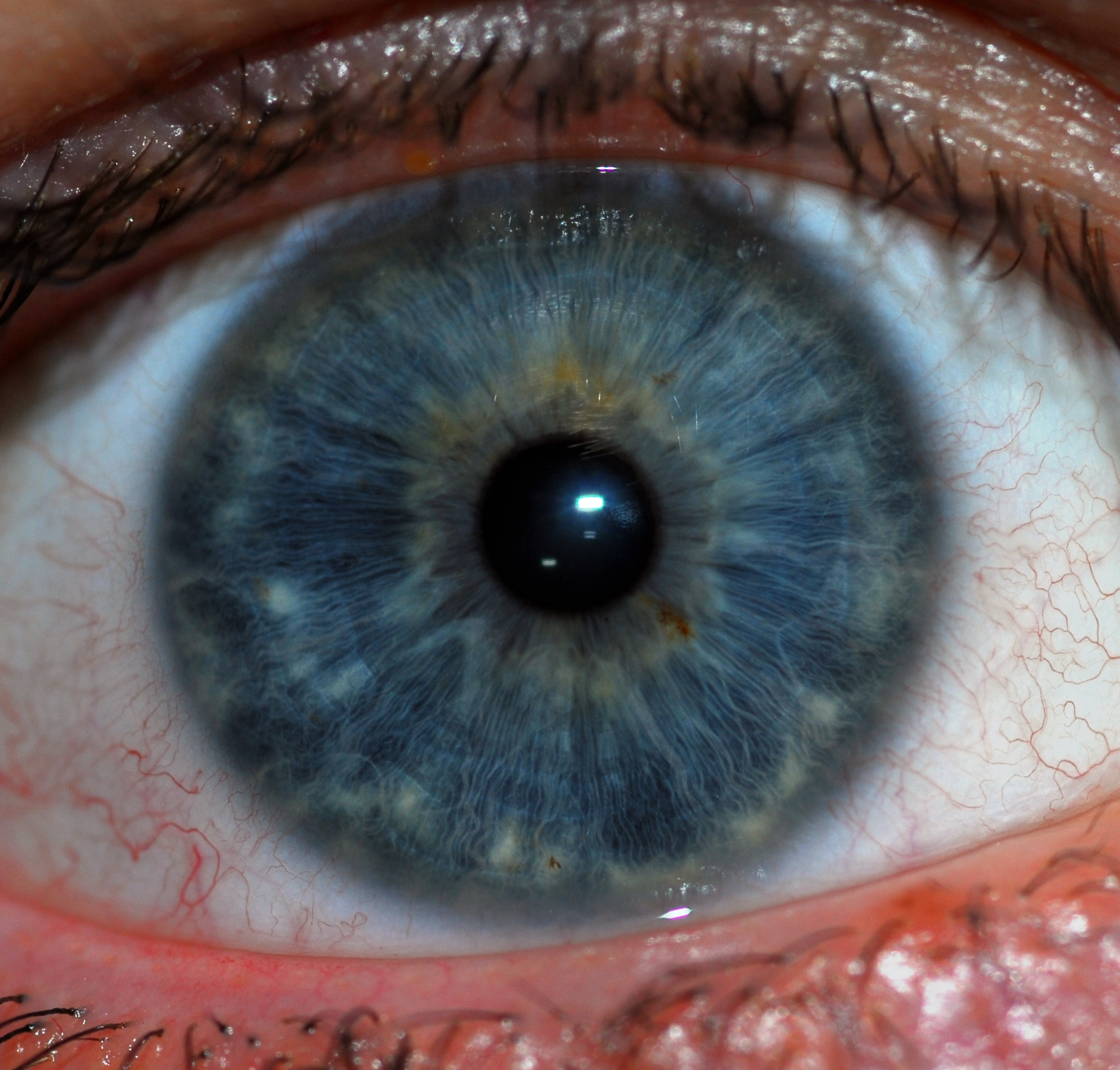
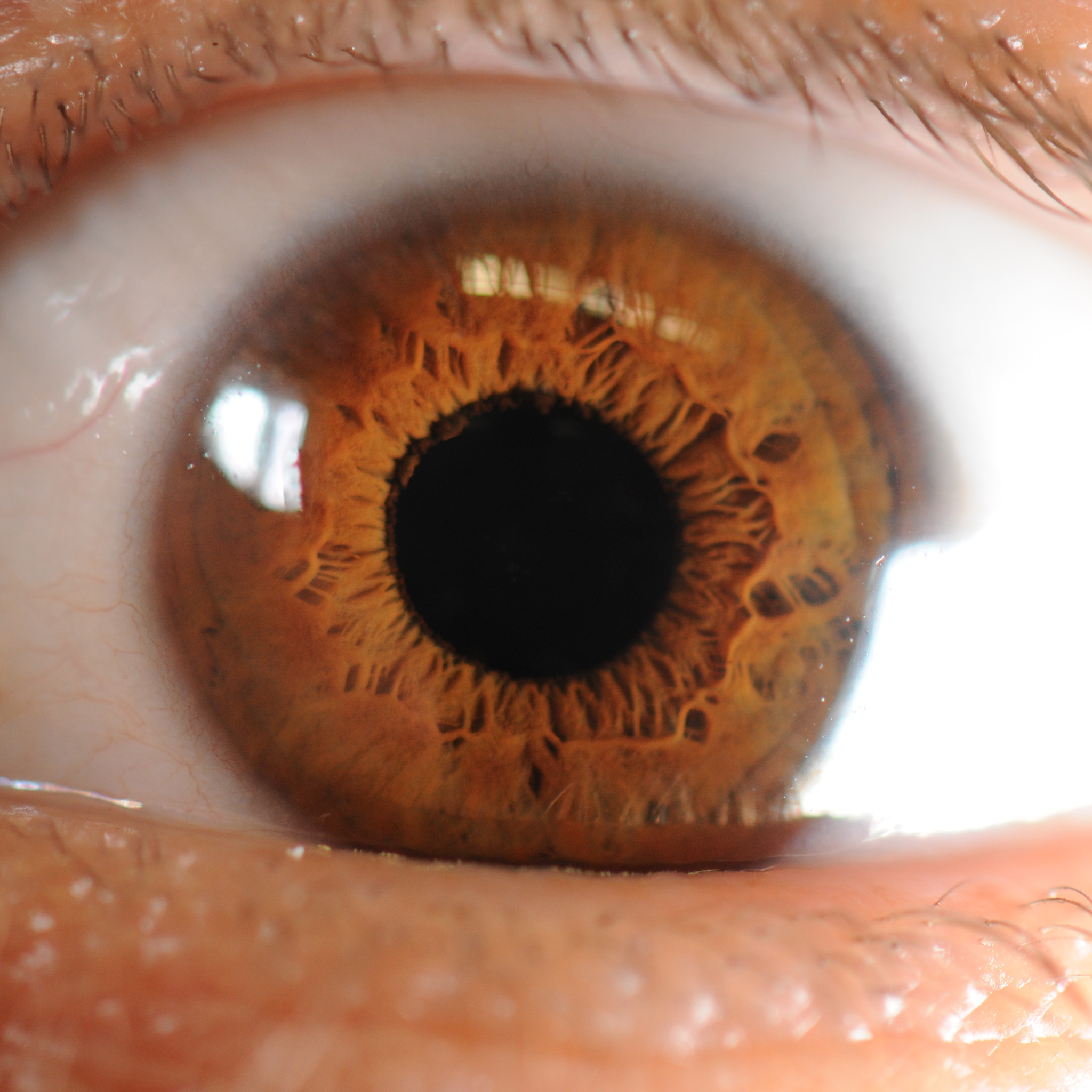
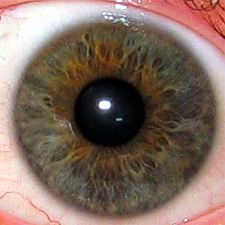
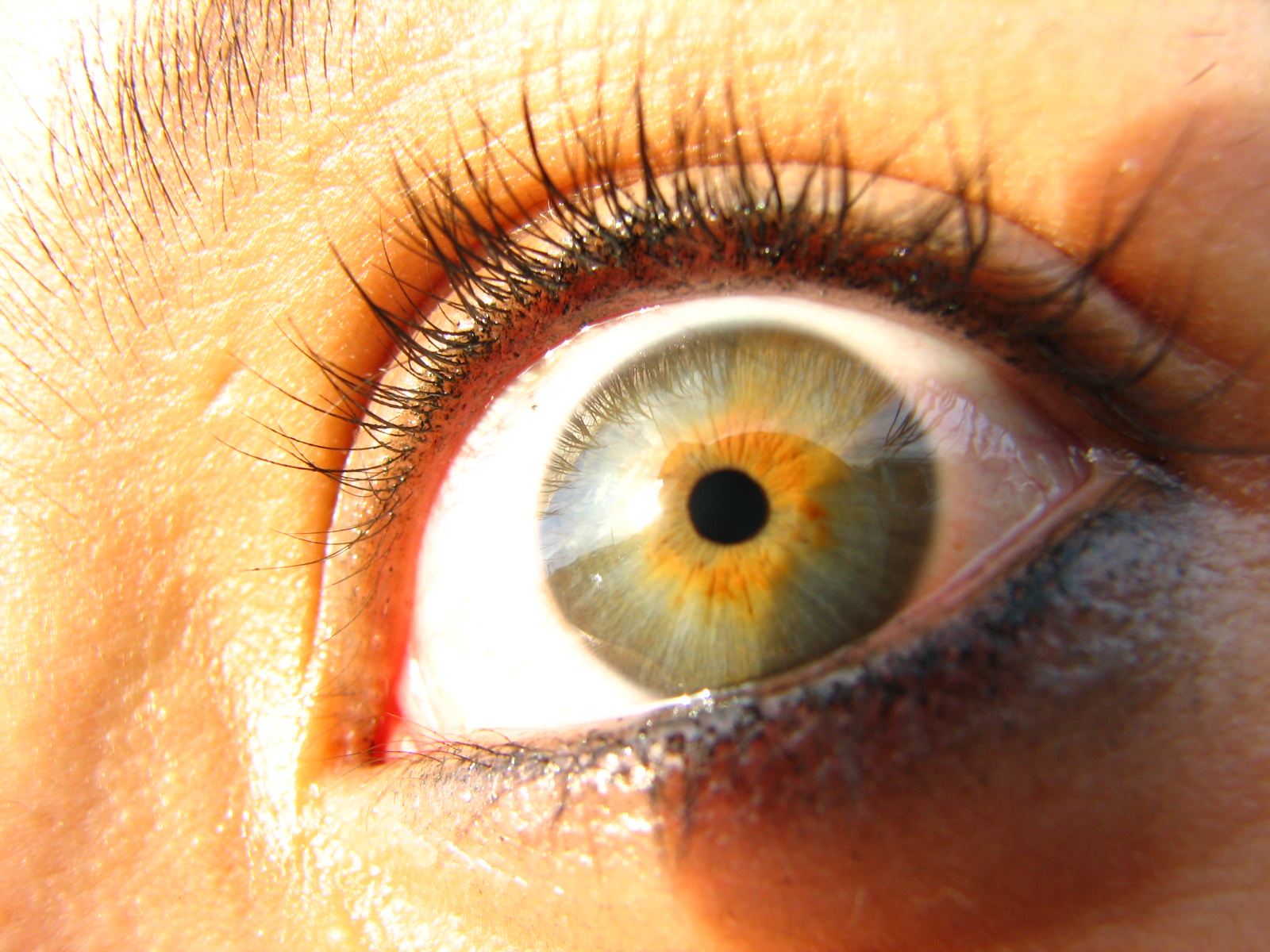
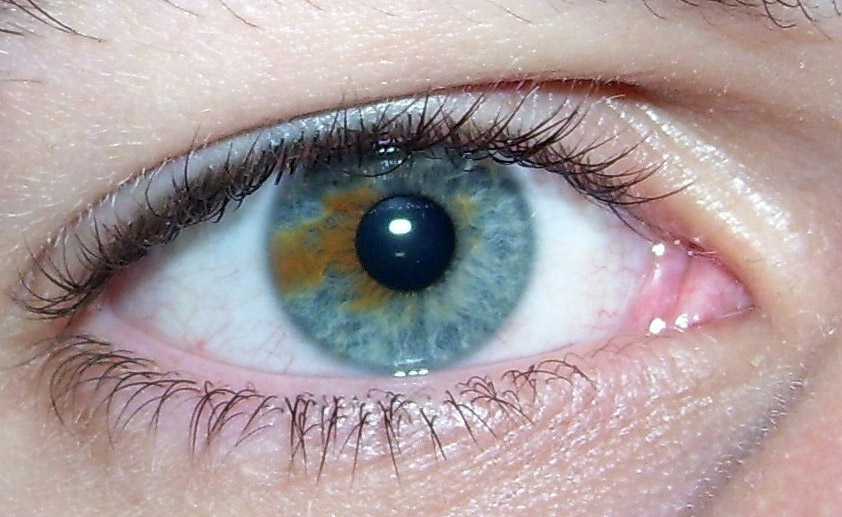
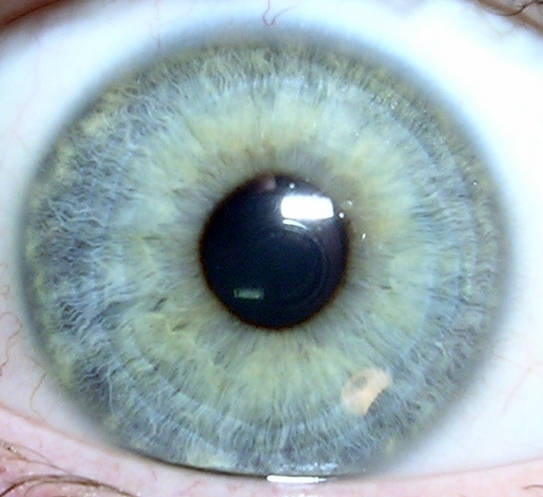
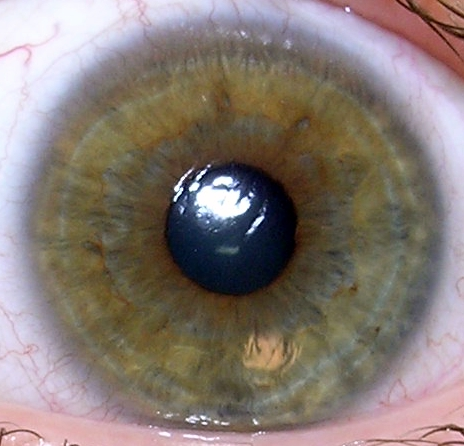

Цвет радужной оболочки может корректироваться цветными косметическими контактными линзами.

## Болезни и патологии радужной оболочки

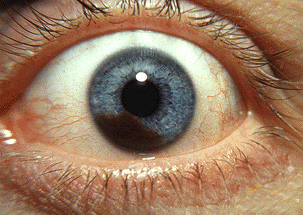
Меланома радужной оболочки

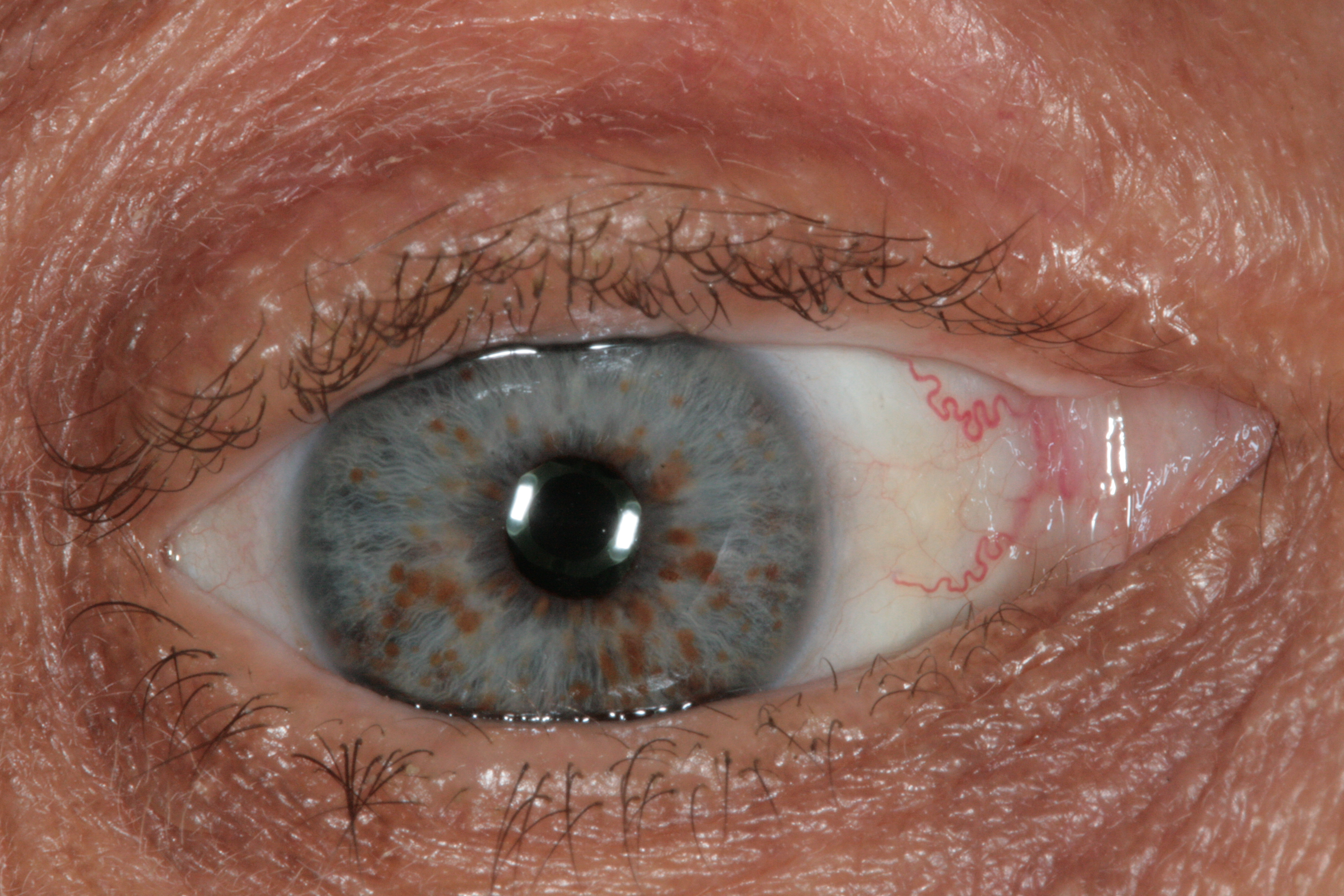
Меланоцитная гамартома радужной оболочки (узелки Лиша)

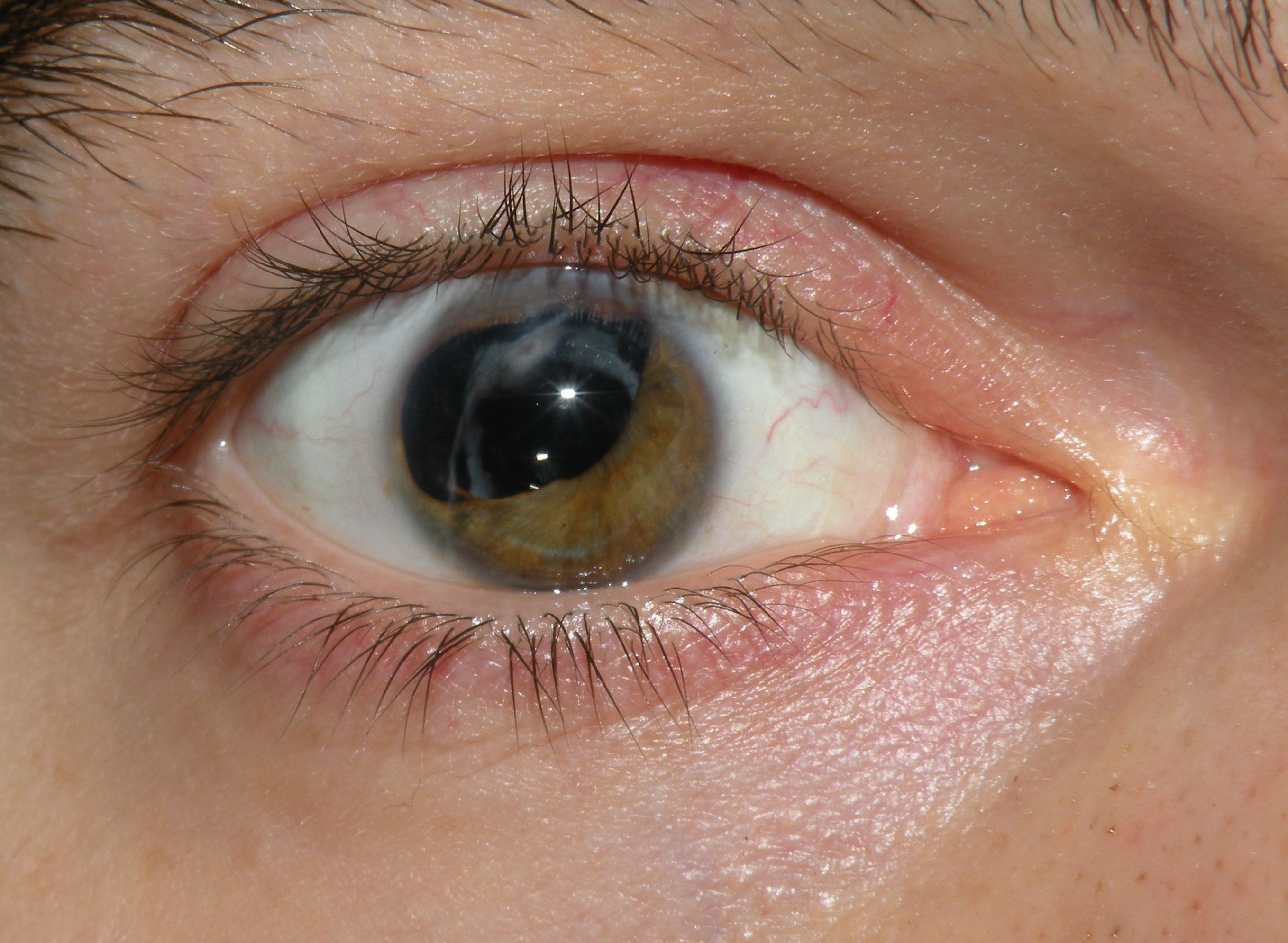
Повреждённая при травме радужная оболочка, белесоватое кольцо за ней — посттравматическая катаракта

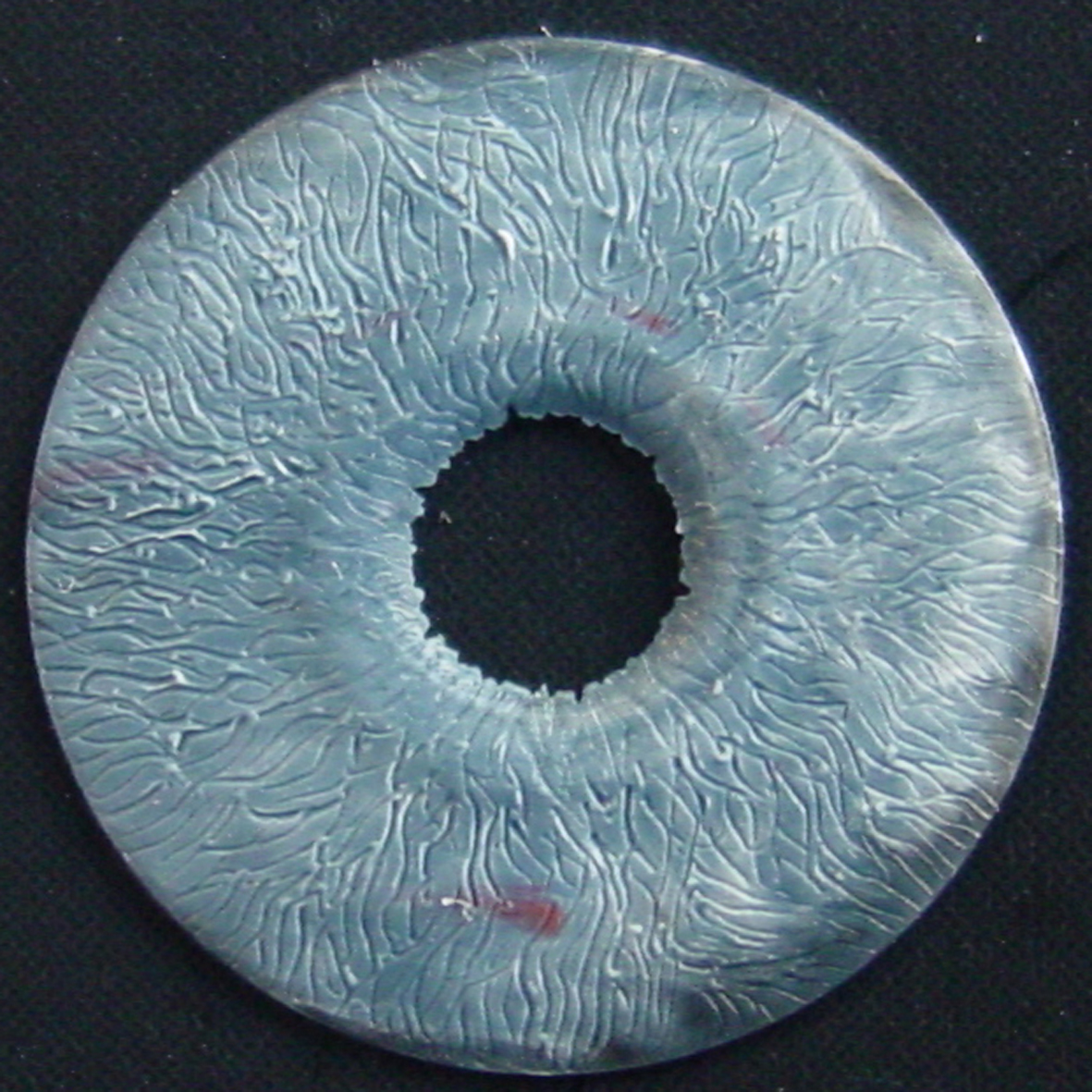
Искусственная радужная оболочка для иридопротезирования

У людей могут встречаться различные пороки развития, повреждения и заболевания радужной оболочки глаз:
- врождённые (некоторые из них могут быть и приобретёнными):
  - аниридия — отсутствие радужной оболочки
  - колобома радужной оболочки — отсутствие или дефект части радужной оболочки
  - гетерохромия — различный цвет радужной оболочки, может быть полной (различные цвета у правого и левого глаза) или частичной (участки с различным цветом в пределах одного глаза). Это вариант нормального строения, а не только признак заболеваний глаз
  - поликория — дополнительные отверстия в радужной оболочке, кроме зрачка
  - корэктопия — расположение зрачка не по центру радужной оболочки
  - эктропион — выворот пигментного эпителия
  - остаточная мембрана зрачка — наличие на поверхности радужной оболочки или в просвете зрачка остатков эмбриональных сосудов, питавших хрусталик глаза
  - гипоплазия стромы радужной оболочки
- вызванные внешним травмирующим воздействием:
  - иридодиализ — отрыв корня радужной оболочки
  - иридодонез — дрожание радужной оболочки при подвывихе хрусталика
  - разрыв сфинктера зрачка
  - инородное тело радужной оболочки
  - гифема — наличие крови в передней камере глаза, перекрывающей часть радужной оболочки
  - сращение радужной оболочки с задней поверхностью роговицы
  - киста радужной оболочки
  - лучевой ирит — воспаление радужной оболочки от воздействия ионизирующего излучения при поглощённой дозе радужной оболочкой свыше 10 Гр
  - лучевой иридоциклит — воспаление радужной оболочки и цилиарного тела от воздействия ионизирующего излучения при поглощённой дозе радужной оболочкой и цилиарным телом свыше 10 Гр
  - атрофия радужной оболочки — поражение от локального воздействия ионизирующего излучения при поглощённой дозе свыше 170 Гр
  - рубеоз — сосудистые новообразования от локального воздействия ионизирующего излучения при поглощённой дозе свыше 170 Гр
- вызванные заболеваниями:
  - закрытоугольная глаукома — заболевание, связанное с повышением внутриглазного давления вызываемое контактом радужки и трабекулярной сети в радужно-роговичном углу («закрытием угла»), что блокирует отток внутриглазной жидкости
  - ирит — воспаление радужной оболочки
  - иридоциклит — воспаление радужной оболочки и цилиарного тела
  - синехии радужной оболочки — сращение радужной оболочки с роговицей или капсулой хрусталика вследствие воспалительных заболеваний, травм, стафиломы
  - гипопион — наличие гноя в передней камере глаза, перекрывающей часть радужной оболочки
  - некроз радужной оболочки — вследствие ишемии при глаукоме
  - рубеоз — развитие новообразованных сосудов вследствие тромбоза центральной вены сетчатки или при сахарном диабете (диабетической ретинопатии)
  - иридошизис — прогрессирующая эссенциальная атрофия радужной оболочки из-за дистрофии стромы и разрастания эндотелия роговицы
  - дрожание радужной оболочки при гомоцистинурии
- опухоли:
  - гамартома радужной оболочки
  - миома радужной оболочки — опухоль из миоцитов
  - меланома радужной оболочки — опухоль из меланоцитов
  - эпителиома радужной оболочки — опухоль из эпителиоцитов